# RCN Televisión
RCN Televisión je kolumbijska televizijska mreža u vlasništvu Organización Ardila Lülle. Osnovana je kao producentska kuća 1967. godine, a službeno je pokrenuta kao televizijska postaja 1998. godine.
Proizvela je Yo soy Betty, la fea, jednu od najuspješnijih telenovela.

## Televizijski kanali
- Canal RCN
- RCN HD2
- RCN Novelas
- RCN Nuestra Tele Internacional
- NTN24
- Win Sports
- Win Sports+

## Vanjske poveznice
- Službena stranica